# (711) Marmulla

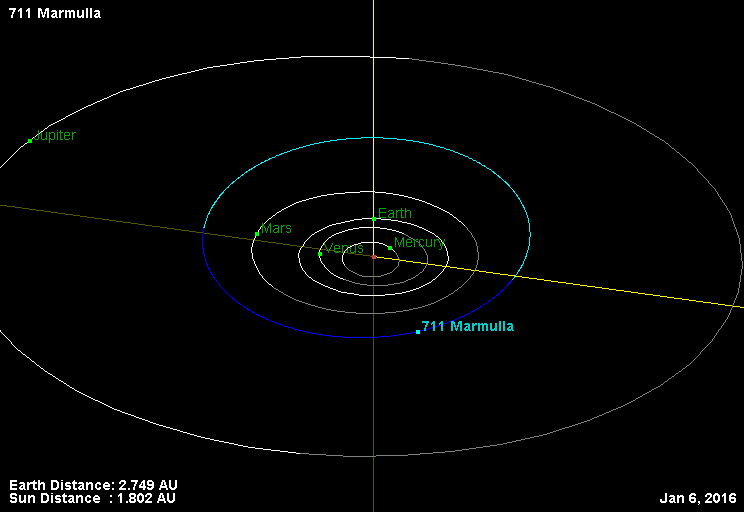
Orbit von 711 Marmulla und seine Position im Sonnensystem.

(711) Marmulla ist ein Asteroid des Hauptgürtels, der am 1. März 1911 vom österreichischen Astronomen Johann Palisa in Wien entdeckt wurde.
Der Name ist möglicherweise abgeleitet vom althochdeutschen Wort marmul, zu lateinisch Marmor.